# Muravka (Amur)
|  | Per a altres significats, vegeu «Muravka». |

Muravka (en rus: Муравка) és un poble de l'óblast de l'Amur, a Rússia, que el 2018 tenia 75 habitants, pertany al districte de Bureiski.